# St. Johns (condado de Maricopa)
St. Johns es un lugar designado por el censo ubicado en el condado de Maricopa en el estado estadounidense de Arizona. En el Censo de 2010 tenía una población de 476 habitantes y una densidad poblacional de 80,54 personas por km².

## Geografía
St. Johns se encuentra ubicado en las coordenadas 33°18′54″N 112°11′59″O / 33.31500, -112.19972. Según la Oficina del Censo de los Estados Unidos, St. Johns tiene una superficie total de 5.91 km², de la cual 5.91 km² corresponden a tierra firme y (0.04%) 0 km² es agua.

## Demografía
Según el censo de 2010, había 476 personas residiendo en St. Johns. La densidad de población era de 80,54 hab./km². De los 476 habitantes, St. Johns estaba compuesto por el 2.94% blancos, el 0.21% eran afroamericanos, el 94.96% eran amerindios, el 0% eran asiáticos, el 0% eran isleños del Pacífico, el 0.63% eran de otras razas y el 1.26% pertenecían a dos o más razas. Del total de la población el 3.99% eran hispanos o latinos de cualquier raza.